# Kernkraftwerk Three Mile Island
Das stillgelegte Kernkraftwerk Three Mile Island (englisch Three Mile Island Nuclear Generating Station, Abkürzung TMI) liegt auf der gleichnamigen Insel im Susquehanna River im Dauphin County in Pennsylvania, etwa zehn Kilometer südöstlich von Harrisburg in den Vereinigten Staaten. Am 28. März 1979 ereignete sich eine Kernschmelze im Reaktor des Blocks II, der dabei zerstört wurde. Zum Zeitpunkt des Unfalls wurde das KKW von der Metropolitan Edison Company betrieben, einer Tochtergesellschaft der GPU Energy Division. Block I des Kraftwerks stand in der Folge aus politischen Gründen 6 Jahre lang still. Der heutige Betreiber ist Constellation. Nachdem Block I 2019 aus wirtschaftlichen Gründen stillgelegt worden war, wurde 2024 bekannt, dass er aufgrund einer entsprechenden Stromabnahmevereinbarung mit Microsoft zur Stromproduktion für KI-Anwendungen  wieder in Betrieb genommen werden soll. Gleichzeitig wurde die Anlage in "Crane Clean Energy Center" umbenannt.

## Technik
In dem Kernkraftwerk wurden zwei Druckwasserreaktor-Blöcke des Herstellers Babcock & Wilcox mit einer elektrischen Nettoleistung von 805 MW bzw. 880 MW betrieben. Block I wurde 1974, Block II 1978 in Betrieb genommen. Beide Blöcke verfügen über jeweils zwei 130 Meter hohe Naturzug-Nasskühltürme.

## Stilllegung
Einige Umstände, so etwa die Entwicklung von Ölpreis, Gaspreis, Strompreis sowie ab 2010 der Fracking-Boom in den  Vereinigten Staaten führten dazu, dass Three Mile Island auf dem Strommarkt nicht mehr konkurrenzfähig war. Mehrfach wurde eine vorzeitige Stilllegung der Anlage erwogen. Ursprünglich sollte der noch voll funktionstüchtige Block I im April 2014 vom Netz genommen werden. Doch im Oktober 2009 gab die Nuclear Regulatory Commission (NRC) bekannt, die Betriebserlaubnis werde bis 2034 verlängert. Im August 2015 konnte sich die Anlage bei einer Ausschreibung nicht durchsetzen, ihren Strom über das Jahr 2018 hinaus ins Stromnetz einzuspeisen. Auch Exelons Kernkraftwerke Quad Cities in Illinois und Oyster Creek in New Jersey konnten sich nicht dafür qualifizieren.
Im Mai 2017 teilte Exelon mit, dass die Stilllegung von Block I zum 30. September 2019 vorgesehen sei. Dies könne nur abgewendet werden, wenn z. B. der Bundesstaat die Stromproduktion subventionierte. In den Bundesstaaten Illinois und New York konnte Exelon mit ähnlichen Schließungsankündigungen die Subventionierung von sechs Reaktoren (Clinton, Quad Cities 1 und 2, Ginna, Nine Mile Point 1, Fitzpatrick) aus öffentlichen Geldern einwerben und die angekündigten, vorzeitigen Stilllegungen der Anlagen abwenden. In Pennsylvania und Ohio hatten die Kampagnen der Stromanbieter bis Februar 2018 kaum Aussicht auf Erfolg; daher standen neben Exelons Three Mile Island 1 auch die Anlagen Perry, Davis Besse sowie Beaver Valley 1 und 2 des Betreibers FirstEnergy vor dem Aus.
Die Öffentlichkeitsarbeit der Lobbygruppen, die sich für eine Subventionierung der unprofitablen Kernkraftwerke in Pennsylvania und dem benachbarten Ohio einsetzten, zeigte keinen Erfolg: Im Mai 2019 bestätigte der Betreiber die endgültige Stilllegung aus wirtschaftlichen Gründen im September 2019. Zuvor hatte das Kraftwerk fünf Jahre lang Verluste geschrieben. Die Betriebserlaubnis lief noch bis 2034. Am 20. September 2019 wurde das Werk stillgelegt. Die Entsorgung des kontaminierten Materials sollte voraussichtlich bis zum Jahr 2078 dauern; die Kosten wurden mit 1,2 Milliarden Dollar veranschlagt.
Am 20. September 2024 wurde mitgeteilt, dass Block I für 1,6 Milliarden Dollar erneuert werden und 2028 wieder ans Netz gehen soll. Der Softwarekonzern Microsoft garantiert die Abnahme des Stroms auf 20 Jahre und will damit seine Rechenzentren an der Ostküste versorgen und gleichzeitig selbst gesetzten CO2-Emissionszielen gerecht werden. Der Betreiber strebt eine Betriebsgenehmigung bis 2054 an. Im Zuge der Wiederinbetriebnahme wurde das Kraftwerk in „Crane Clean Energy Center“ umbenannt.

## Stör- und Unfälle

### Der Unfall vom 28. März 1979 (Harrisburg)
Am 28. März 1979 ereignete sich ein Ernster Unfall der INES-Stufe 5 im Reaktorblock 2 des Kernkraftwerks bei Harrisburg. Dort schmolz bei einer partiellen Kernschmelze etwa die Hälfte des Inventars im Reaktorkern.
Der unbeschädigte Block I des Kraftwerks wurde 1985 wieder in Betrieb genommen, obwohl eine unverbindliche Volksabstimmung in der Region Harrisburg 1982 dies mit zwei Dritteln Mehrheit abgelehnt hatte.

### Vorfall vom 7. Februar 1993
Am 7. Februar 1993 durchfuhr ein Mann mit einem Pkw die Absperrungen vor dem Kraftwerk und weiter durch ein Rolltor, bis er schließlich in der Turbinenhalle stehen blieb. Zu diesem Zeitpunkt war der Atomreaktor voll in Betrieb. Der Mann konnte erst Stunden später festgenommen werden. Der Vorfall wurde acht Jahre später erstmals publiziert. Dem Täter Pierce Nye wurde nicht der Prozess gemacht, er wurde in eine psychiatrische Klinik eingewiesen. Der Vorfall wurde nicht als sicherheitsrelevant gemäß INES eingestuft.

### Zwischenfall vom 21. November 2009
Am 21. November 2009 kam es in diesem gerade zu Wartungsarbeiten stillgelegten Block zu einer Freisetzung von Radioaktivität, bei der mehrere Mitarbeiter leicht kontaminiert wurden. Wegen einer unbeabsichtigten Änderung des Luftdrucks sei eine kleine Menge radioaktiver Partikel in ein zuvor geöffnetes Rohr gelangt. Der Nachrichtensender CNN meldete unter Berufung auf den Betreiber, dass ein Messgerät kurzzeitig Alarm geschlagen habe. Bei den Arbeitern sei eine leichte Dosis festgestellt worden, in einem Fall von 160 Mikrosievert. Dies entspricht etwa einem Zwölftel der durchschnittlichen Jahresdosis von Flugbegleitern. Der Zwischenfall wurde nicht als sicherheitsrelevant gemäß INES eingestuft.

### Brand am 5. Oktober 2015
Aufgrund eines überhitzten Kühlpumpenmotors an Reaktor 1 kam es in der Nacht des 5. Oktober 2015 zu einem Brand in der Anlage. Laut Behördenauskunft sei dabei keine Radioaktivität freigesetzt worden. Der Reaktor lief währenddessen unbeeinträchtigt weiter. Dem Brand wurde gemäß INES keine sicherheitstechnische Bedeutung zugeschrieben.

## Betriebsbewilligung
In den USA wird die Betriebsbewilligung für ein Kernkraftwerk von der Nuclear Regulatory Commission zunächst für einen Zeitraum von bis zu 40 Jahren erteilt. Der Zeitraum von 40 Jahren basierte ursprünglich auf dem Zeitraum für die Abschreibung von Anlagevermögen. Das amerikanische Atomenergiegesetz Atomic Energy Act aus dem Jahre 1954 erlaubt eine auch mehrmalige Verlängerung der Betriebserlaubnis um jeweils 20 Jahre.
Die ursprüngliche Betriebsbewilligung für den Block I wurde dem Betreiber am 19. April 1974 durch die NRC erteilt. Sie wurde am 22. Oktober 2010 bis zum 19. April 2034 verlängert. Eine Verlängerung um weitere 20 Jahre wird angestrebt (s. o.).

## Daten der Reaktorblöcke
Das Kernkraftwerk Three Mile Island besteht aus zwei Blöcken:
| Reaktorblock        | Reaktortyp           | Leistung | Leistung | Baubeginn    | Netzsynchro- nisation | kommerzieller Betrieb | Betriebs- bewilligung | Abschaltung   |
| Reaktorblock        | Reaktortyp           | Netto    | Brutto   | Baubeginn    | Netzsynchro- nisation | kommerzieller Betrieb | Betriebs- bewilligung | Abschaltung   |
| ------------------- | -------------------- | -------- | -------- | ------------ | --------------------- | --------------------- | --------------------- | ------------- |
| Three Mile Island 1 | Druckwasser- Reaktor | 805 MW   | 837 MW   | 18. Mai 1968 | 19. Juni 1974         | 2. Sep. 1974          | 19. Apr. 2034         | 20. Sep. 2019 |
| Three Mile Island 2 | Druckwasser- Reaktor | 880 MW   | 959 MW   | 1. Nov. 1969 | 12. Apr. 1978         | 30. Dez. 1978         |                       | 28. März 1979 |